# رولندز گیل
رولندز گیل (به انگلیسی: Rowlands Gill) یک روستا در بریتانیا است که در کلان‌شهر مستقل گیتس‌هد واقع شده‌است. رولندز گیل ۶٬۰۹۶ نفر جمعیت دارد.